# Datson 10
Der Datson 10 war das einzige Pkw-Modell der Marke Datson.

## Beschreibung
1930 wurde der Prototyp vorgestellt. Die Serienproduktion lief von 1931 bis 1932.
Das Fahrzeug hatte einen Vierzylindermotor mit Seitensteuerung und einem Hubraum von 495 cm³. Die Motorleistung betrug 10 PS. Der Motor war vorne montiert und trieb die Hinterachse an. Das Fahrzeug war 271 cm lang. Das Leergewicht war mit 400 kg angegeben. Zur Wahl standen Roadster und Tourenwagen mit jeweils zwei Türen und ein Kastenwagen.
Die Breite betrug 117,5 cm und der Radstand 188 cm.
Nachfolger wurde der Datsun 11.